# تيموثي بولارد
تيموثي بولارد (1991 في الولايات المتحدة - ) (بالإنجليزية: Timothy Pollard)‏ هو لاعب كرة سلة أمريكي في مركز مدافع مسدد الهدف.